# Río Seco (afluente del Genal)
El río Seco es un corto río del sur de la península ibérica perteneciente a la demarcación hidrográfica de las Cuencas Mediterráneas de Andalucía, que discurre en su totalidad por el territorio del centro-oeste de la provincia de Málaga (España). 

## Curso
El río Seco nace en sierra de las Nieves, dentro del término municipal de Igualeja, de la confluencia de varios arroyos que descienden desde sierra Palmitera, el puerto del Hoyo de Sierra Bermeja y el cerro de Cascajares. Su cauce realiza un recorrido en dirección este-oeste a lo largo de unos 9 km a través de un hondo valle hasta su desembocadura en el río Genal en el paraje de la vega de las Cañas.

## Curiosidades
El nombre de río Seco probablemente se deba a que agua se infiltra y desaparece de tal forma que en la parte alta del río hay caudal a lo largo de todo el año mientras que en la parte baja sólo se aprecia caudal tras las lluvias del invierno.
La carretera MA-7300, que va de Igualeja a Pujerra, cruza el río Seco en la parte baja. Allí se encuentra el llamado Puente del Río Seco y es donde comienza el sendero SL-A 173. La meta de este sendero es un paraje natural de especial belleza conocido como Charco de la Cal que se encuentra en la parte alta del río. Tras un recorrido a pie muchos senderistas y bañistas llegan cada verano.
Oficialmente el río Genal nace en el manantial conocido como el Nacimiento, situado dentro del casco urbano de Igualeja. Tal vez sea la belleza del Nacimiento la que justifique tal oficialidad. No obstante algunos consideran al río Seco el verdadero río Genal de acuerdo a criterios geográficos. En tal caso el río Genal sería más largo y sus fuentes estarían a mayor altitud.